# آنيسي (أسطورة)
آنيسي (بالإنجليزية: Annecy)‏ البطل العنكبوت والمخادع في كثير من ميثولوجيا هنود أمريكا الغربيين. ويعرف باسم أنانسي Anansi في معظم الأساطير الأفريقية.

## معرض صور

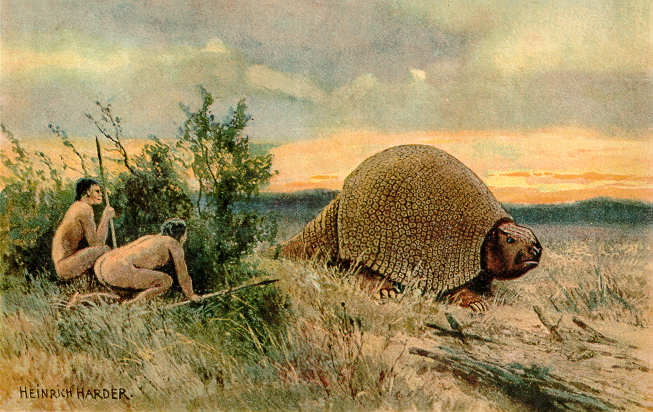
رسم توضيحي للسكان الأصليين وهم يصطادون غليبتودون.
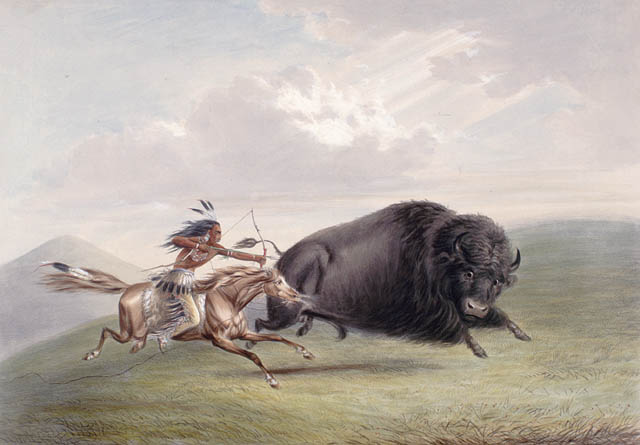
مطاردة البيسون يصورها جورج كاتلين.
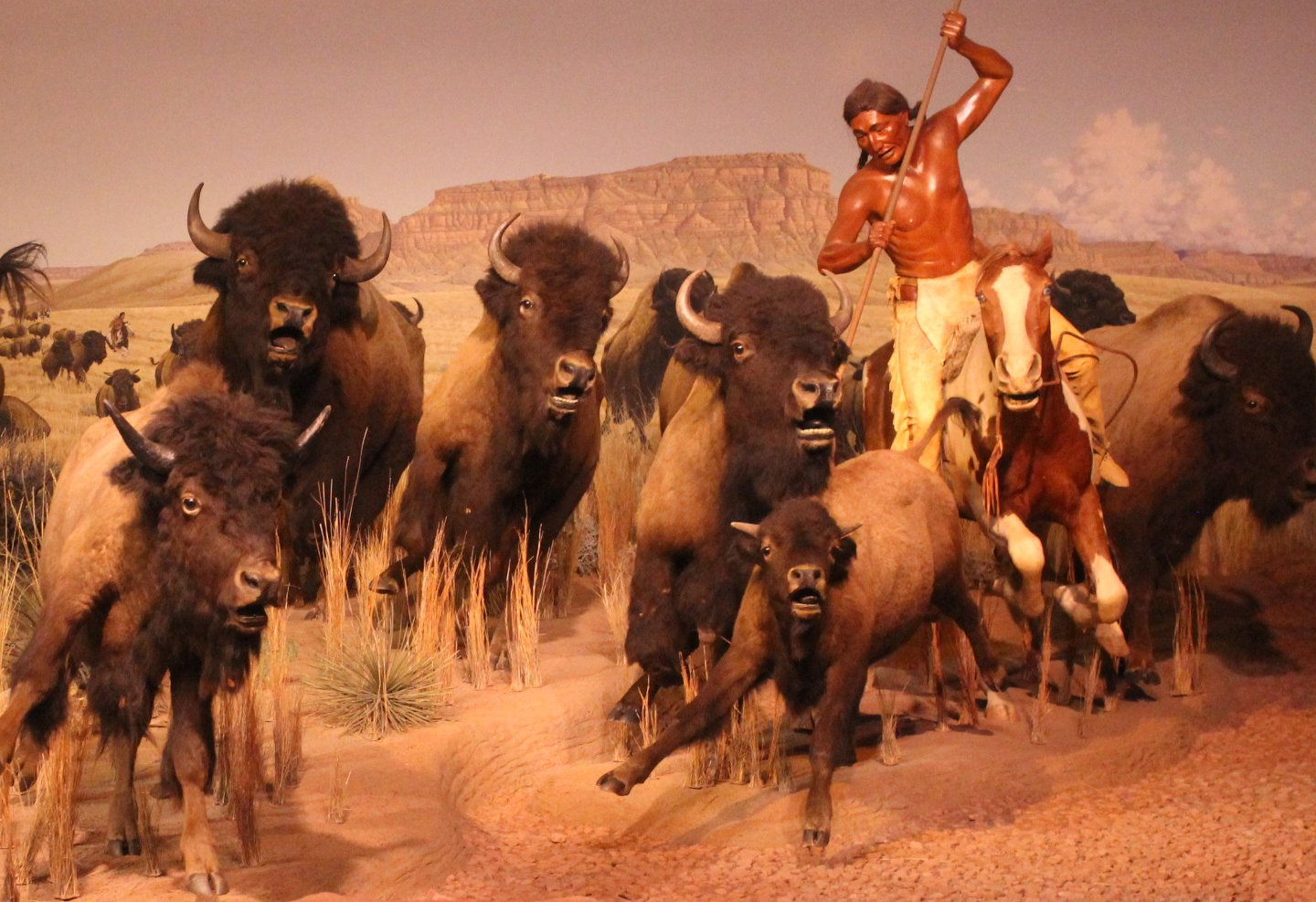
مطاردة حيوان البيسون من قبل أحد السكان الأصليين.
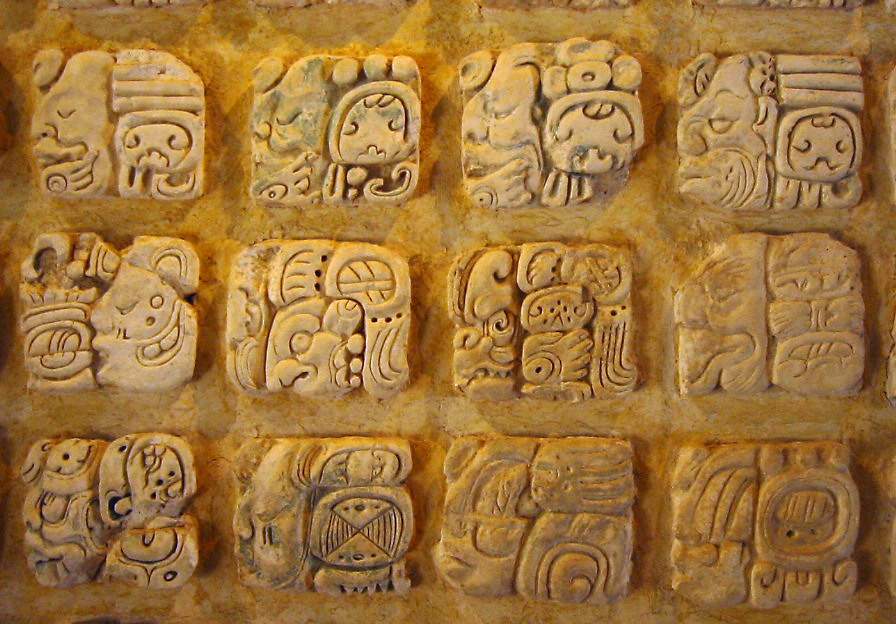
صورعلى الجص من المايا في متحف Sitio في بالينكو، المكسيك.
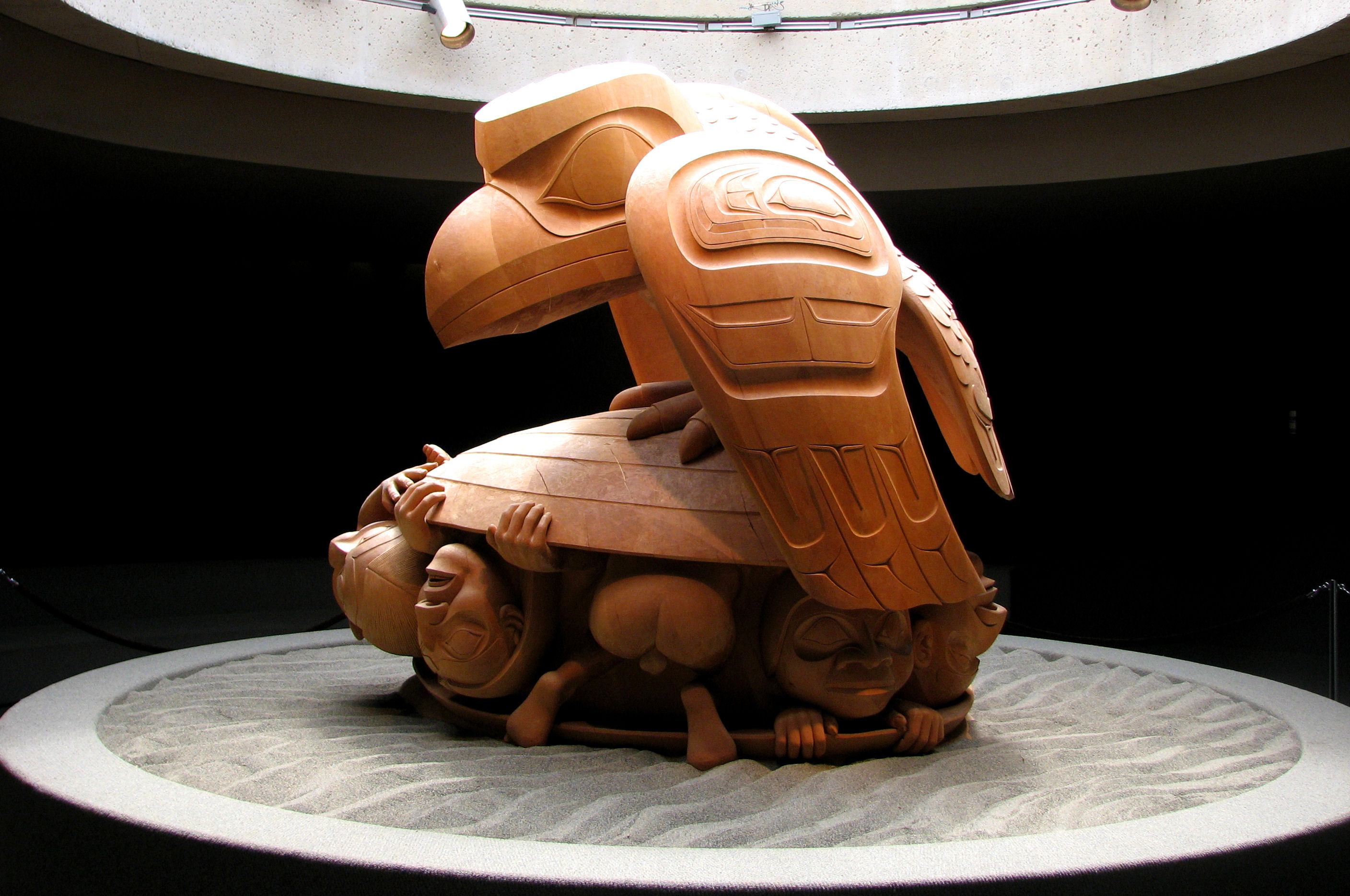
الغراب والرجل الأول. يمثل الغراب شخصية المحتال المشترك في العديد من الأساطير.